# Jeanne de Salzmann
Jeanne Matignon de Salzmann, geb. Allemand, (* 26. Januar 1889 in Reims; † 25. Mai 1990 in Paris) war eine französisch-schweizerische Ballett-Lehrerin und eine Schülerin des griechisch-armenischen Esoterikers Georges I. Gurdjieff.

## Leben
Jeanne de Salzmann – der französischen Familie Allemand entstammend – wuchs in Genf auf und studierte zunächst Piano, Komposition und Dirigieren am Genfer Konservatorium. Nach einem weiteren Studium bei Émile Jaques-Dalcroze lehrte sie Tanz und rhythmisch-musikalische Erziehung.

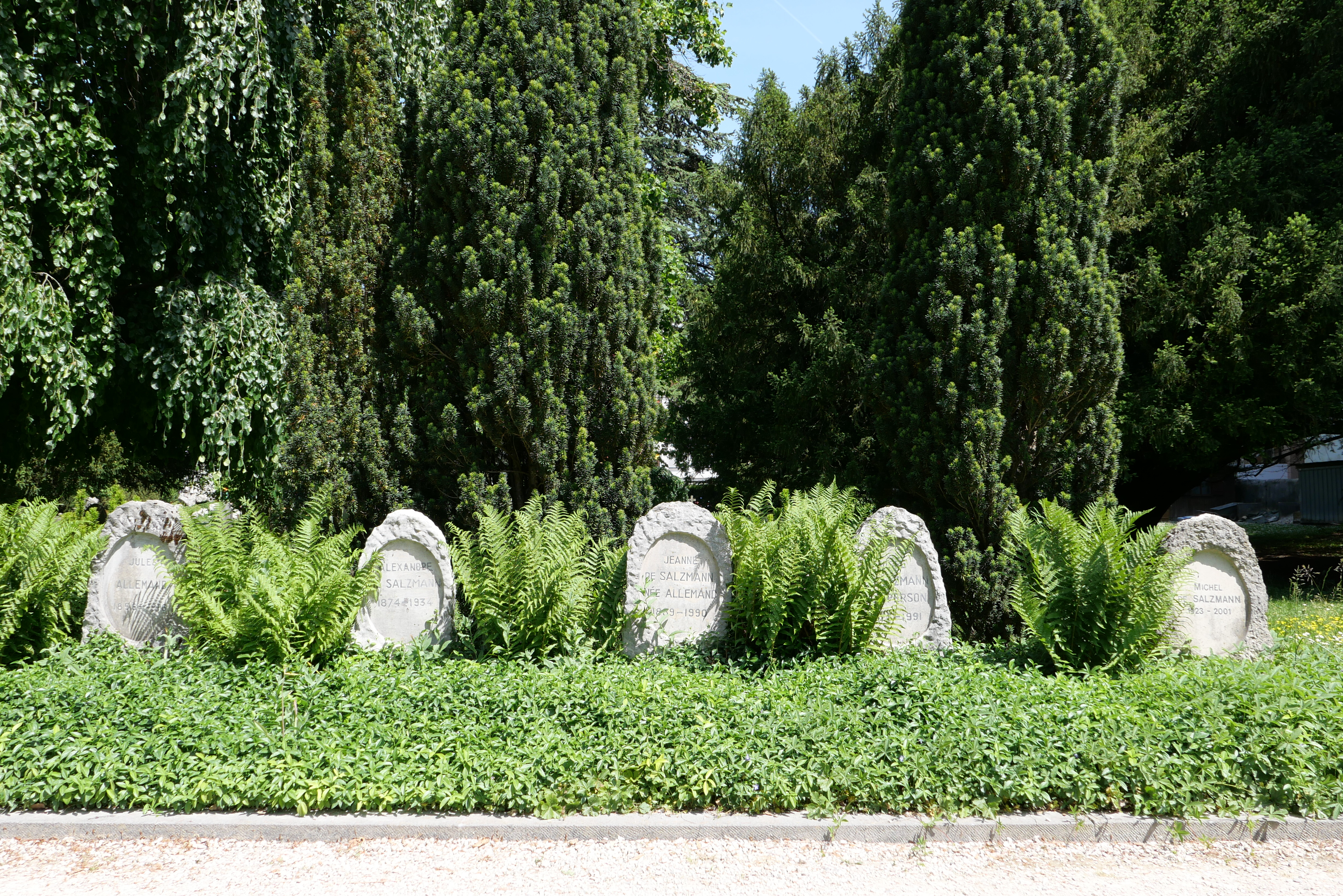
De Salzmanns letzte Ruhestätte im Familiengrab (Mitte) auf dem Cimetière des Rois in Genf

1912 lernte sie am Festspielhaus Hellerau den kaukasiendeutschen Maler und Bühnenbildner Alexander von Salzmann kennen. Das Paar heiratete im selben Jahr.
Während der russischen Revolution lebte sie mit ihrem Mann Alexander von Salzmann in Tiflis (Georgien), wo sie eine Tanz- und Musikschule eröffneten. 1919 kam sie durch den Komponisten Thomas de Hartmann in Kontakt mit Georges I. Gurdjieff und wurde eine seiner engsten Schülerinnen. Sie blieb bei Gurdjieff bis zu dessen Tod 1949.
Die folgenden vierzig Jahre arbeitete sie intensiv daran, dessen Lehren vom Vierten Weg weiterzugeben. Zusammen mit anderen Schülern Gurdjieffs gründete sie in den frühen 50er Jahren die Gurdjieff-Foundation, bestehend aus The Gurdjieff Society in England, dem Institut Gurdjieff in Frankreich sowie weiteren Foundations in New York und Caracas. Diese Organisation wird bis heute von direkten Schülern sowie der nächsten Generation geleitet.

## Werke (in deutscher Übersetzung)
- Die Wirklichkeit des Seins – Der Vierte Weg Gurdjieffs. Chalice, Xanten 2017, ISBN 978-3942914-17-8